# 官舟社区
官舟乡，是中华人民共和国重庆市秀山土家族苗族自治县下辖的一个乡镇级行政单位。

## 行政区划
官舟乡下辖以下地区：
下坝村、五星村、贵道村、贵陇村和江西屯村。